# Studebaker Avanti

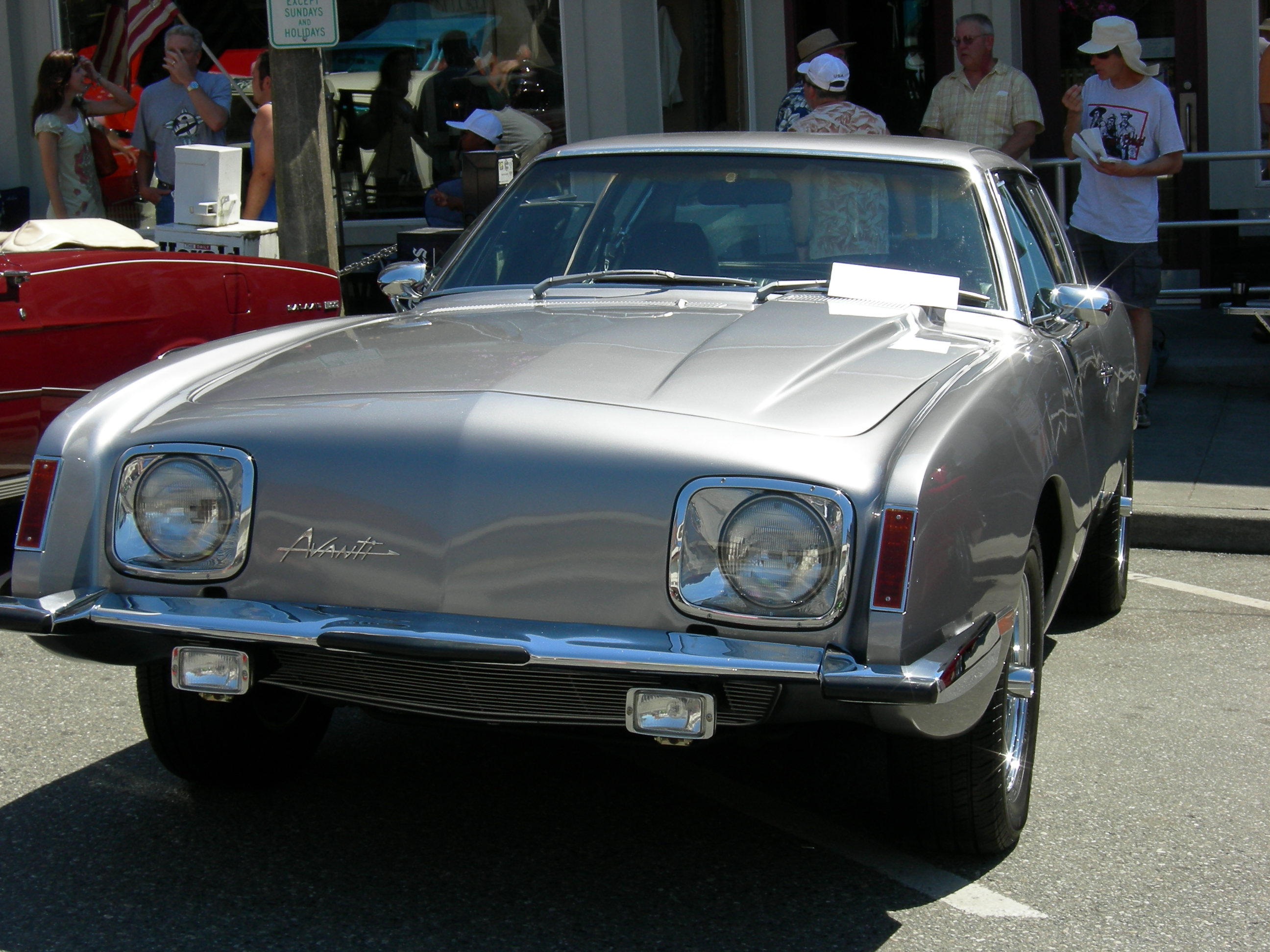
Studebaker Avanti (amb llums quadrats).

El Studebaker Avanti és un automòbil esportiu fabricat per la Studebaker Corporation de South Bend (Indiana, Estats Units), entre el juny de 1962 i el desembre de 1963. Va ser dissenyat per un equip de treball contractat pel dissenyador industrial Raymond Loewy; l'Avanti va tenir una superfície completament nova, i un disseny radical que resulta atractiu encara al segle xxi. En termes de dimensions, la mida de l'Avanti s'assemblava a la del Ford Mustang.

## Introducció
Avanti en italià significa "avançar" o "avenç", i en termes de disseny, l'Studebaker Avanti va fer honor al seu nom. Mentre Jaguar va començar a oferir la producció de frens de disc en el seu model XK140 (1957), l'Avanti va ser el primer vehicle estatunidenc de producció massiva a introduir frens de disc estàndard (vegeu Chrysler Crown Imperial de 1951 i Crosley Hotshot de 1949), també va destacar per la seva adopció de l'aerodinàmica amb un disseny suavitzat a la seva part frontal, avançant-se 20 anys al Ford Taurus i a altres automòbils en el disseny del carenat que ocultava la parrillera sota del capot. L'èmfasi de l'Avanti per la seguretat, que incloïa cinturons de seguretat opcionals, fiadors per a les portes, i barres anti-bolcada, també van constituir un avanç considerable. L'Avanti ha sobreviscut a la caiguda de les seves companyies fabricants, aconseguint un estatus d'automòbil de culte, i mantenint un nivell de consumidors lleials prou gran per mantenir la seva producció com un vehicle de luxe especial durant més de 45 anys.

## Orígens

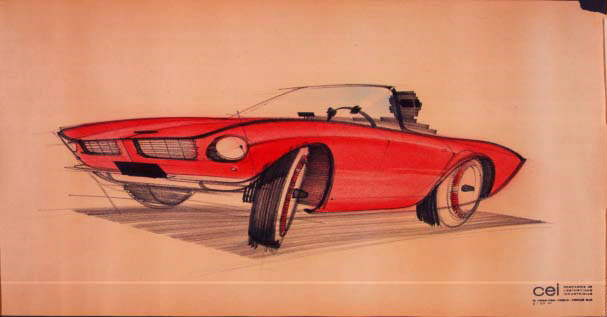
Esbós conceptual de Raymond Loewy.

El disseny clàssic de l'Avanti es va originar en una intensa sessió de cinc setmanes, en una casa llogada de Palm Springs, situada prop de la casa del cap de disseny Raymond Loewy. Aquest disseny va generar una atracció atemporal, com ho testimonia el fet que va ser produït durant dècades, ensamblat a mà per comanda, amb models de característiques variables, després que Studebaker va interrompre'n la producció.
A principis dels anys 60, Studebaker necessitava alguna cosa excitant per mostrar als esdeveniments d'exhibició automobilístics, però donada la seva precària situació econòmica, disposava de poc capital per invertir en desenvolupament de productes. Tot i que l'Avanti semblava totalment nou, va ser muntat en el xassís d'un Lark convertible, basat en un disseny de 1953. Va comptar amb el vell però potent motor de vuit cilindres V8, dissenyat per la mateixa Studebaker, i pel seu ús a l'Avanti, se li van fer algunes modificacions d'alt rendiment.

## Potència
Quan va sortir l'any 1951, el motor V8 Studebaker de 3.8L (232 polzades cúbiques), produïa només 120 cavalls de potència. No obstant això, el 1963, quan va ser modificat per a l'Avanti bàsic, l'R-1 de 4.7L (289 polzades cúbiques) produïa 240 cavalls de força, i la versió opcional, l'R-2 que s'afegia un supercarregador Paxton, produïa uns consistents 289 cavalls de força (comparativament, un per cada polzada cúbica del motor).
Per posar el rendiment del motor Studebaker 4.7L V8 en perspectiva, el Ford 4.7L V8 usat des de l'any 1965 al 1967 en els Mustangs, produïa 210 cavalls de potència, amb un carburador de doble bloc, 220 amb un carburador de 4 blocs, i el motor Ford d'alta compressió i elevador sòlid de quatre blocs anomenat "K-Code". Així el motor Studebaker "Jet Thrust" (literalment empenta de Jet) V8, era significativament més poderós que qualsevol altre motor de 4.7L ofert per Ford fins a 1967 (el 1968 Ford va començar a emprar un nou motor de 4.9L - 302 polzades cúbiques).
Studebaker primer va fer servir supercarregadors Paxton l'any 1957, i supercarregadors Studebaker i Packard Hawks el 1958. Subsegüentment va comprar la companyia. Amb ajuda de la llegenda de l'automobilisme Andy Granatelli, Studebaker va desenvolupar un motor R-3 per a l'Avanti. El primer motor R3 va ser de 4.7L (289 polzades cúbiques), projectat inicialment per ser de 4.9L (299 polzades cúbiques). Versions posteriors van arribar a ser de 4.99L (304.5 polzades cúbiques), just per sota del límit de 5L dels vehicles classe C. L'R3 va utilitzar capçals especials per als cilindres amb ports de presa i vàlvules més grans, i múltiples preses d'alumini amb conseqüents preses majors, múltiples branques llargues de menor escapament, una empenta, arbre de lleves de llarga durada i un supercarregador Paxton bufant a través d'un carburador Carter AFB de quatre blocs muntat en una caixa d'alumini pressuritzat. L'R3 va ser qualificat com a motor de 335 cavalls de força, encara que van ser reportades preses de fins i tot 400 cavalls de força.
Durant l'estiu i la tardor de 1962, Granatelli va portar diversos Studebaker a les planes de Bonneville Salt (Utah), incloent un R-3 amb el qual va aconseguir la màxima velocitat (rècord per l'època) de 274.95 km/h (170.78 milles/h). Finalment, Granatelli va establir o trencar 34 marques de velocitat dels Estats Units amb l'Avanti, permetent així que Studebaker es proclamés orgullosament com el fabricant del moment més veloç del món. A més de ser ràpid, l'Avanti va portar a la indústria d'automòbils domèstics a l'ús de frens de disc frontals calibrats (els discos Dunlop van ser produïts sota llicència per la Corporació Bendix).
Una versió del motor Studebaker v8 que no va sortir a la venda va ser el desenvolupat per Granatelli, l'experimental R-5. Amb un sistema d'injecció de combustible propi de la indústria de l'aviació, i un supercarregador Paxton muntat en cada banc de cilindre, suposadament produïa 575 cavalls de força. L'R-5 va ser muntat a l'Avanti especial de Granatelli, anomenat "Due Cento" (literalment "dos-cents" en italià), amb el qual pensava trencar la marca de 322 km/h (200 milles per hora). Desafortunadament, Granatelli no va tenir prou tracció en la carrera efectuada a Bonneville, i va aconseguir una velocitat màxima de 316.55 km/h (196.62 M/h). El R5 mai no va tornar a competir oficialment.

## Primeres comandes i problemes
L'Avanti va ser fortament promocionat i molts entusiastes compradors van fer ofertes per avançat. No obstant això, llargs retards en la producció afectar negativament les vendes. El retard en la producció de l'Avanti va ser degut a l'alineació d'algunes de les peces de fibra de vidre i a que l'obertura de la finestra del darrere era molt gran per al vidre. Aquestes dificultats van ser sorprenents per als executius de Studebaker, ja que les peces de carrosseria havien estat sol·licitades a la companyia especialitzada Molded Fiberglass Products Company d'Ashtabula (Ohio), la mateixa firma que havia fabricat les peces del Chevrolet Corvette des que la seva producció va començar el 1953. Per solucionar aquests problemes, Studebaker va haver d'acoblar les peces ella mateixa, però ja era tard perquè moltes vendes s'havien perdut.
En lloc d'oferir models nous de l'Avanti anualment, Studebaker fer canvis constants fins que la producció del vehicle va finalitzar. En general, la manera més fàcil de diferenciar les primeres edicions de les últimes era la forma dels fars. Tots els Avantis produïts des de juny de 1962 fins a juliol de 1963 van tenir fars arrodonits. L'agost de 1963 van ser canviats per fars quadrats. La majoria de la gent es refereix als models de fars arrodonits com el de 1963 i als de fars quadrats com els de 1964, tot i que a principis de 1964 van ser fabricats models amb fars arrodonits.
Al desembre de 1963, Studebaker va anunciar el cessament de la manufactura automotriu a South Bend (Indiana), i la consolidació de tota la fabricació d'automòbils Studebaker a Hamilton (Ontario), a la planta del Canadà. En aquest punt, la companyia va abandonar l'Avanti, el Gran Turisme Hawk, totes les pickups i els camions per dedicar-se als sedan, els coupes, i les furgonetes. Només es van ensamblar 4.643 Avantis per al moment en què Studebaker va tancar la planta de South Bend. L'últim Avanti, un R-3 blanc amb totes les millores, amagava una carta amagada sota la catifa prop de la llanda de recanvi, signada pels empleats de Studebaker, advertint al futur propietari del vehicle el seu valor.
Tècnicament Studebaker va sobreviure dos anys acoblant Commanders, Daytones i Cruisers, equipats amb motors McKinnon (GM) canadencs, però la seva fama havia decaigut.

## Avanti II
Després de la clausura de les operacions de South Bend, dos venedors de la Studebaker de South Bend, Nate Altman i Leo Newman van comprar el nom Avanti, els motlles de carrosseria, parts romanents, eines, artefactes i una porció de la fàbrica de South Bend per seguir manufacturant l'Avanti. Altman i Newman van negociar primer amb la companyia Checker Motors, fabricant de l'icònic Checker Marathon, sobre reprendre'n la producció. No obstant això, el president de Checker, David Markin, va manifestar públicament que la seva companyia no estava interessada a construir "un cotxe lleig" com l'Avanti.
Aquests Avantis, coneguts com a Avanti II, tenien un motor Chevrolet Corvette de 5.4L (327 in³), i van ser meticulosament ensamblats a mà per comandes; se'n fabricaren molt pocs. El motor de l'Avanti II va evolucionar de 5.4L (327 in³) a 5.75L (350 in³), després a 6.55L (400 in³), i finalment a 5.0L (305 in³). Fins a 1987, tots els Avanti II van ser construïts sobre xassís Studebaker. Els models de 1987 a 1989 van estar basats en la plataforma G de General Motors, específicament en el Montecarlo.
L'1 d'octubre de 1982, el desenvolupador de béns immobles Stephen H. Blake va comprar els drets de l'Avanti II. Blake va realitzar algunes actualitzacions al vehicle, de les quals les més notables van ser el canvi per plàstic, para-xocs integrats, i el redisseny del tauler i de l'interior del cotxe (introduït en una edició limitada del vintè aniversari, però continuat en edicions subsegüents), i també va introduir un model convertible. En aquest moment el "II" havia estat tret del nom, encara que substancialment el cotxe era el mateix, malgrat els canvis anteriorment esmentats. La companyia de Blake es va declarar en fallida el 1986, i fou comprada per Michael Kelly, que va mudar la producció a Youngstown (Ohio). El setembre del 1988, Kelly va vendre la seva porció d'accions de la companyia a un gran inversor, JJ Cafaro, un constructor de centres comercials de Youngstown. La producció va decaure amb la mort de la plataforma G, i la subsegüent concentració de la producció en un model de quatre portes anomenat «Luxury Touring Sedan», basat en el xassís del Chevrolet Caprice. Cap a 1991, la producció de l'Avanti II pràcticament havia desaparegut, i un incendi l'any 1992 va acabar per detenir la producció definitivament.

## L'Avanti de Tom Kellogg
Una segona generació d'automòbils Avanti va ser dissenyada per Tom Kellogg, membre de l'equip original a càrrec del dissenyador industrial Raymond Loewy a finals de la dècada dels 80. Aquest acte estava basat en la plataforma F Camaro / Firebird de General Motors i comparteix l'estil de l'Avanti venut actualment (2007). Lamentablement, Tom Kellogg va morir per lesions greus sofertes en un accident automobilístic patit a l'autopista de Long Island (Nova York), mentre conduïa un automòbil esportiu marca Acura i morí al cap de poc després a Newport Beach, Comtat d'Orange (Califòrnia), el 14 d'agost de 2003.

## Dades curioses
Moltes celebritats van ser propietàries d'automòbils Avanti, com per exemple:
- Shirley Bassey, cantant nascuda a Gal·les l'any 1937.
- Dick Van Dyke, actor nord-americà.
- Ian Fleming, novel·lista anglès, creador del personatge James Bond.
- Frank Sinatra, cantant nord-americà.
- Gene Siskel, crític de cinema.
- Johnny Carson, presentador de televisió.
- Kelly DeForest, actor.
- Jimmy Dean, cantant i productor de salsa.
- Rod Serling, creador i presentador de Dimensió Desconeguda.
- Julius Erving, "Dr J", jugador professional de bàsquet.
- Richard Carpenter, músic i compositor de la banda The Carpenters.
- Ricky Nelson, ídol juvenil, protagonista de Les Aventures de Ozzie i Harriet.

L'Avanti sobreviure a la clausura de les operacions de Studebaker als Estats Units, així com a l'Avanti II.
Michael Eugene Kelly, propietari d'Avanti Motors Corporation, va ser arrestat per l'FBI el 22 de desembre de 2006, a Florida. Kelly és sospitós d'executar un frau per la quantitat de 400 milions de dòlars des de 1992 fins a 2004, i actualment es troba sota presó sense possibilitat de fiança enfrontant càrrecs de frau de correus.
L'Avanti és conegut com a "l'automòbil que es nega a morir", per la manera en què ha estat constantment produït per subcontractistes. A l'abril de 2007 encara es venia un modern model d'Avanti.

## Reproduccions de joguina i models a escala
- L'empresa de models a escala AMT, va fer un model muntable a escala de l'Avanti en proporció 1:25. El kit tenia opció de fars arrodonits o quadrats, i es van vendre per separat llandes de "magnesi", parts de la carrosseria intercanviables i tres opcions de motor: per carburació, amb supercarregador rotatori simple, i de doble supercarregador. També incloïa volant, i les portes i capó podien ser oberts. Van ser-ne fabricades diverses sèries.
- Aurora Plastics també va fabricar un model a escala 1:25 de l'Avanti. Les proporcions tenien imperfeccions i l'aparença general era molt cúbica, però el nivell de detall era comparable al model d'AMT. No es van vendre motors ni afegits de cap tipus.
- Des del 2009 la companyia Hot Wheels fabrica la reproducció de l'Avanti en una àmplia gamma de colors, i en un alt nivell d'acabats i detall. La companyia Micro Machines també va fer reproduccions en mides molt petits i en diversos colors, les quals es poden comprar a Ebay per sumes d'entre 5 i 7 dòlars, poc més que les reproduccions anònimes que costen aproximadament 25 centaus de dòlar.
- Franklin Mint va fer models a escala 1:43 que van tenir un gran èxit de vendes. Aquestes rèpliques eren molt necessàries amb relació a forma i escala, les portes i el capó podien ser obertes, i incloïa una minuciosa reproducció detallada del motor.
- Anguplas, un fabricant de Barcelona va llançar una miniatura escala 1:86 el mateix any 1962. Després de la fallida de la companyia el 1966, els motlles van ser adquirits per Eko, una altra empresa barcelonina, que, amb alguns retocs, va començar a fabricar-lo a principis dels anys 70. Des de llavors i fins a l'actualitat, diverses empreses s'han anat succeint en la seva producció, sempre sota la marca Eko.